# Independent Order of Oddfellows Manchester Unity
Independent Order of Oddfellows Manchester Unity, även kallad Manchester Unity of Oddfellows och allmänt känt som The Oddfellows, är ett ordenssällskap grundat i Manchester år 1810.
Vissa loger har dock verkat ända sedan 1700-talet.
Den är en av flera olika Odd Fellow-organisationer